# Piccola santa
Piccola santa è un film del 1954 diretto da Roberto Bianchi Montero, con protagonista Virna Lisi.

## Trama
Giorgio De Monte è un giovane chirurgo con la speranza di una brillante carriera, ma sua madre, una contessa, trova troppo borghese la professione di medico. Ella desidera che Giorgio sposi Luisa dei principi d'Albore, e lasci la chirurgia per dedicarsi all'amministrazione delle proprie tenute. Giorgio vuol bene a Luisa, ma come se fosse una sorella. Recatosi in campagna presso sua madre, Giorgio ha occasione di conoscere Maria, la figlia del fattore, della quale si innamora, venendo ricambiato. Quando il fattore va in città con la figlia, Maria e Giorgio si rivedono più volte e la passione li travolge. La madre, che ha notato il contegno freddo di Giorgio nei confronti di Luisa, ora ne comprende il motivo: chiama dunque Maria e le fa capire che ella è stata per suo figlio solo un passatempo. Maria ne resta sconvolta e affronta Giorgio gridandogli di non averlo mai amato. Sconcertato e deluso, Giorgio si lascia indurre a fidanzarsi ufficialmente con Luisa. Ma questa, durante la festa per il fidanzamento, impressionata dalla sua tristezza, gli rivela le trame di sua madre per separarlo da Maria. Giorgio si reca allora da Maria, che è sul punto di dare alla luce un bambino con un parto difficile, e il suo intervento di medico è provvidenziale. Alla fine i due innamorati si sposano, con il consenso della contessa.

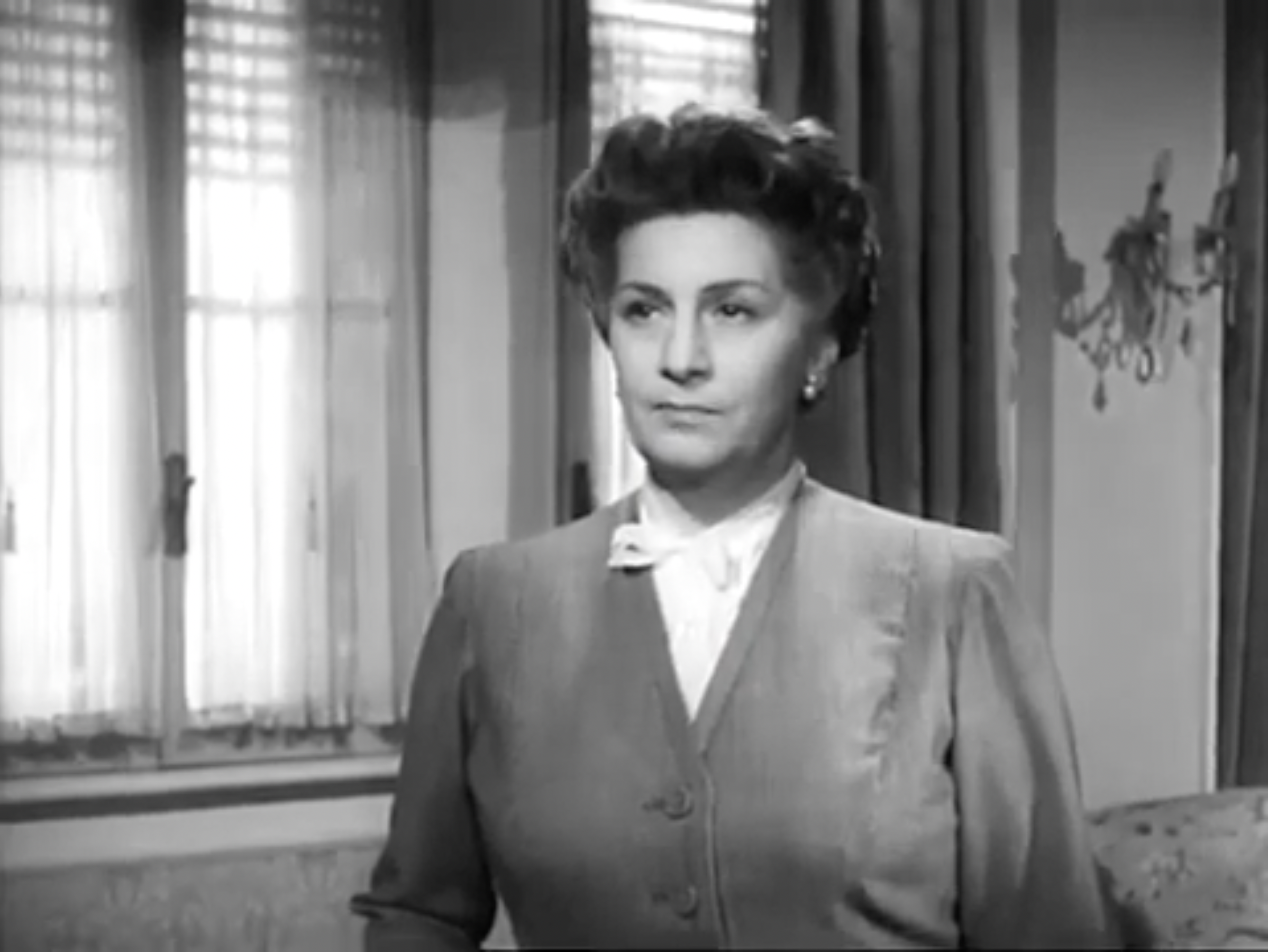
Tina Lattanzi in una sequenza del film

## Produzione
La pellicola è ascrivibile al filone melodrammatico-sentimentale, comunemente detto strappalacrime, molto in voga in quel periodo tra il pubblico italiano (poi ribattezzato dalla critica con il termine neorealismo d'appendice).

## Critica
Accolto così all'epoca: «Si tratta di una vicenda convenzionale, realizzata mediocremente», Gian Piero Brunetta parlerà poi del mescolamento di motivi sacri e profani come tipico del cinema italiano  dell'epoca distinguendolo, per quanto riguarda gli attori, dai modelli divistici americani coevi, circondati dall'aura diversa che costoro sprigionano. In Italia si punta a presentare gli attori «nella loro veste più comune e facilmente identificabile dallo spettatore».

## Distribuzione
Il film è stato distribuito nelle sale cinematografiche italiane il 27 novembre del 1954.